# Libération nationale et sociale
Libération nationale et sociale, en grec : Εθνική και Κοινωνική Απελευθέρωσις (Ethniki kai Koinoniki Apeleftherosis), aussi connu sous son sigle EKKA, était un mouvement de résistance grecque pendant la Seconde Guerre mondiale fondée à l'automne 1942 par le colonel Dimítrios Psarrós et l'homme politique Geórgios Kartális.

## Activités

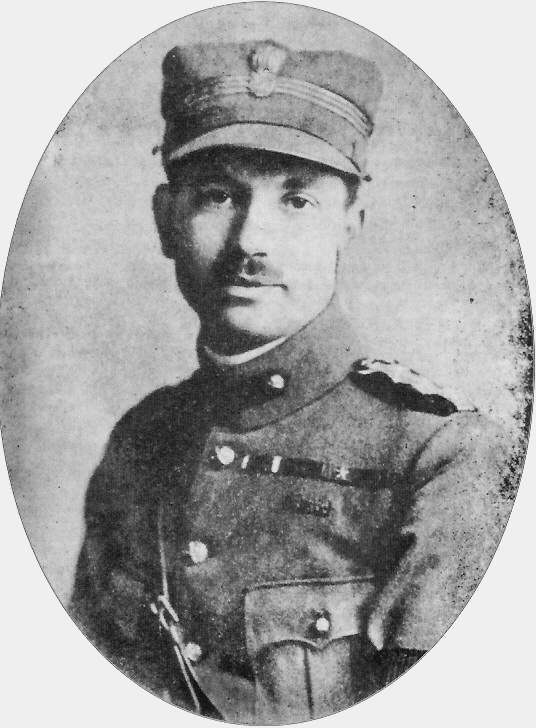
Dimítrios Psarrós

L'objectif de l'organisation était de combattre les Allemands, puis après la libération du territoire d'œuvrer pour la mise en place d'un régime républicain et prôner le changement social.
La branche armée EKKA était l'ancienne unité de Psarrós, le 42e régiment d'Evzones. Il comptait à son apogée un millier hommes, et a été actif principalement en Phocide dans le centre de la Grèce. L'organisation a toutefois été d'emblée confrontée à la puissance du mouvement communiste grec représenté par l'Armée de Libération (ELAS). Les communistes considéraient EKKA comme une organisation réactionnaire et anglophile. Des affrontements armés eurent lieu entre les deux organisations les 14 mai et 23 juin 1943. Toutefois sur les pressions de la Mission militaire britannique un accord entre les groupes de guérillas de ELAS, EKKA et EDES put s'établir en juillet 1943. Mais les rivalités n'avaient pas disparu et le 14 avril 1944 EKKA était de nouveau attaquée par les forces d'ELAS. Après une résistance de trois jours, la majorité du régiment d'Evzones fut fait prisonnier avec le colonel Psarrós, alors qu'une minorité put s'enfuir dans le Péloponnèse en traversant le golfe de Corinthe. La mort de Psarrós en captivité ou tué pendant la bataille reste une énigme. Psarrós était un patriote républicain et anti-royaliste et sa mort causa un choc sur la scène politique grecque.
Par ailleurs, la détermination apparente de l'EAM-ELAS de monopoliser le mouvement de résistance a suscité des inquiétudes au sujet de ses intentions d'après-guerre, conduisant à une opposition plus nette de la part des autres groupes de résistance. La bataille du 14 avril peut être considérée comme un évènement précurseur de la guerre civile grecque qui éclate un an plus tard.
À la suite de la dissolution du régiment d'Evzones, EKKA a cessé d'exister en tant que groupe militaire, bien que Kartalis ait encore participé en tant que son représentant, aux côtés d'autres chefs de la Résistance à la conférence du Liban.

## Sources
- (en) Cet article est partiellement ou en totalité issu de l’article de Wikipédia en anglais intitulé « National and Social Liberation » (voir la liste des auteurs).